# Adil Baig
Adil Baig (Hasan Abdal, 14 febbraio 1983) è un ex nuotatore pakistano, specializzato nello stile libero.

## Biografia
Rappresentò il Pakistan ai Giochi olimpici estivi di Pechino 2008, dove ottenne il 74º tempo nelle batterie dei 50 m stile libero e fu eliminato.